# سارگیس ارگانیان
سارگیس ارگانیان (ارمنی: Սարգիս Երկանյան؛ زاده ۱۸۷۰ – درگذشته ۱۹۵۰) نقاش ارمنی‌تبار اهل امپراتوری عثمانی بود.

## زندگی‌نامه
سارگیس ارگانیان در ۱۸۷۰ در ترابزون به دنیا آمد؛ و در سال ۱۸۹۴ برای به آموزش رشته هنری به کنستانتینوپل رفت. در سال ۱۸۹۴ وی به پاریس رفت جایی که وی در س‌هایی از ژان-پل لورنس و ژان-ژوزف بنژامین-کنستان فرا گرفت. متعاقباً، وی در آکادمی هنرهای زیبای پاریس ثبت نام نمود و شاگرد ژان-لئون ژروم شد. در سال‌های ۱۸۹۷ و ۱۸۹۸ وی در نمایشگاه‌های انفرادی پاریس شرکت نمود. در بین سال‌های ۱۸۹۴–۱۸۹۶ در جریان کشتار حمیدیه وی پدر و برادرش از دست داد و در سال ۱۸۹۷ به نیویورک پناه برد. وی برای مدتی به عنوان هنرمند برای نیویورک هرالد فعالیت نمود. در سال ۱۸۹۴ به خاطر اثری که در نمایشگاه جهانی در سنت لوئیس به نمایش گذاشته بود برنده جایزه نفر سوم شد و حق شهروندی ایالات متحده آمریکا را نیز به دست آورد. در همان زمان نیز وی ازدواج نمود. در سال ۱۹۰۵ دو تابلوی نقاشی روغنی وی در نمایشگاه پورتلند اورگن به نمایش گذاشته شد. وی دلتنگ زادگاهش شد و در سال ۱۹۱۲ به استانبول مسافرت نمود و برای مدت در دانشگاه هنرهای زیبای معمار سنان تدریس نمود. در آنجا وی برضد بلشویک‌ها سخنرانی می‌کند و پس از انقلاب ۱۹۱۷ مجبور می‌شود از روسیه بگریزد. زمانی که جنگ جهانی اول در سال ۱۹۱۴ شروع شد وی تصمیم گرفت که به تفلیس برود. وی ابتدا به استانبول و سپس به سنت لوئیس سفر نمود. در سال ۱۹۲۱ وی نقاشی‌های آبرنگ فردریک لینکلن استودارد را بازسازی نمود. باقیمانده عمر خویش را در نیز در سنت لوئیس نمود. وی در سال ۱۹۵۰ در سن ۸۰ سالگی درگذشت و در گورستان بلفونتین به خاک سپرده شد.